# Chignolo Po
Chignolo Po – miejscowość i gmina we Włoszech, w regionie Lombardia, w prowincji Pawia.
Według danych na rok 2004 gminę zamieszkiwało 3231 osób, 140,5 os./km².